# Liste des cardinaux créés par Jean XVIII
Au cours de son pontificat de 1003 à 1009, Jean XVIII a créé 2 cardinaux.

## 1004
- Pietro, O.S.B. (Boccapecora) (évêque d'Albano). (élu pape Serge IV en 1009)

## 1005
- Tiberio (évêque d'Ostia).

## Source
- Mirandas sur fiu.edu